# Émilie de Vialar

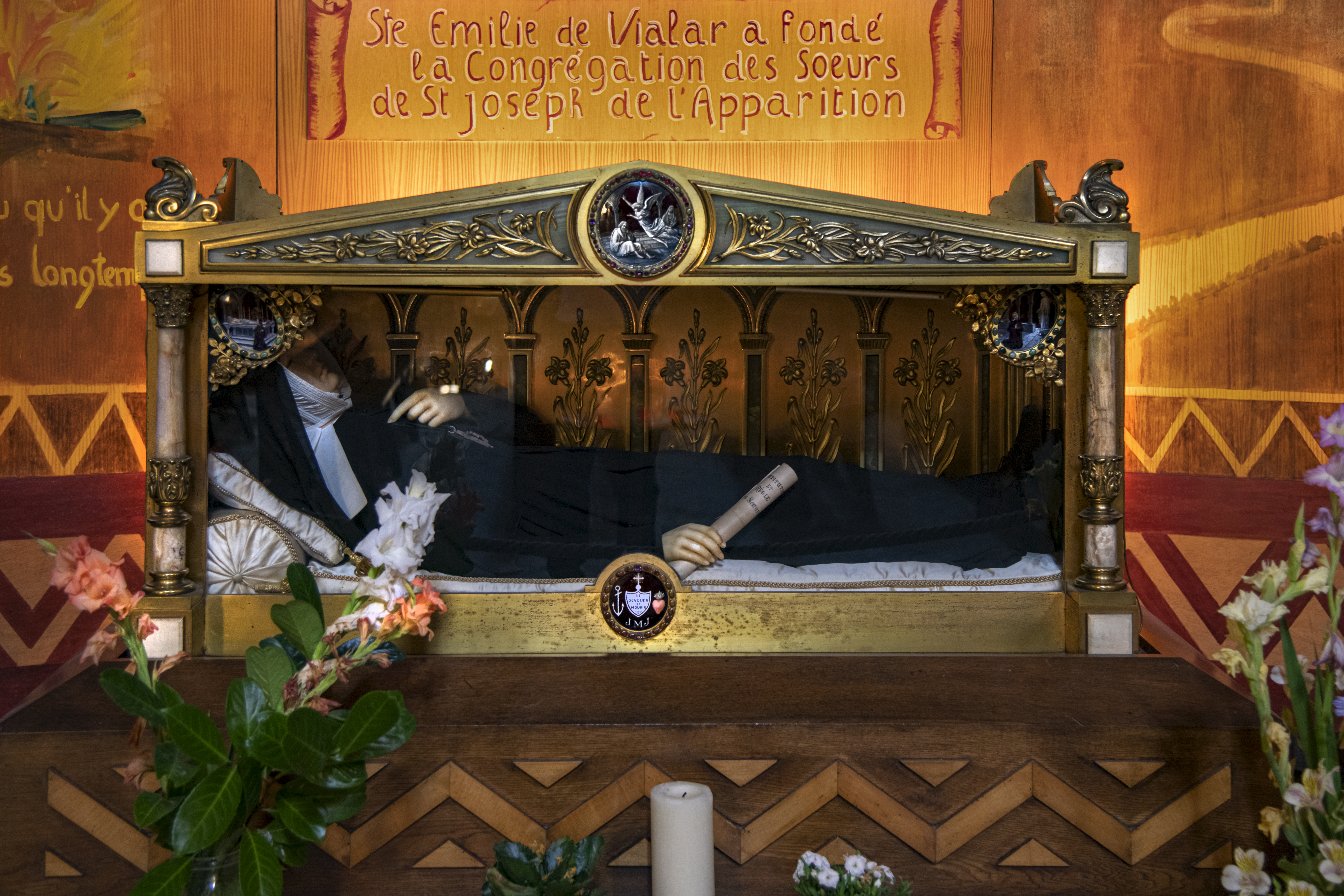
Châsse de Ste Émilie de Vialar.

Émilie de Vialar (Gaillac, 12 septembre 1797 - Marseille, 24 août 1856) est une religieuse française, fondatrice des Sœurs de Saint-Joseph-de-l'Apparition et reconnue sainte par l'Église catholique.

## Vie et œuvre
Anne-Marguerite-Adélaïde-Émilie de Vialar est née le 12 septembre 1797 à Gaillac, dans le diocèse d'Albi, fille du baron Jacques-Augustin de Vialar et de son épouse Antoinette née Portal. Aînée de leurs trois enfants, elle est leur seule fille. Le baron de Vialar est un homme des Lumières qui est membre du conseil communal de Gaillac au début de la Révolution. 
À l'âge de sept ans, elle part pour Paris afin de parfaire son éducation chez les Bernardines de la très aristocratique abbaye-aux-Bois, rue de la Chaise, mais sa mère meurt alors qu'elle n'a que quinze ans, et elle revient à Gaillac. Jusqu'à l'âge de 35 ans, elle vit en famille, dans la dévotion et le souci des pauvres. Elle ne souhaite pas se marier, et préfère se consacrer à la vie religieuse, ce que son père n'admet pas. 
C'est après avoir reçu un important héritage après la mort de son grand-père, le baron Portal, académicien et médecin du roi, qu'Émilie accompagnée de trois compagnes peut acheter une maison pour héberger la congrégation qu'elles veulent fonder. Le jour de Noël 1832, la congrégation de Saint-Joseph de l'Apparition est née, avec comme objectif le soin des pauvres et des malades. 
En 1835, Émilie et quelques sœurs arrivent en Algérie pour s'occuper des malades lors d'une épidémie de choléra, et y commencent leur tâche d'évangélisation créant une ambulance militaire à l'appel de l'administration. La congrégation, qui ne sera reconnue civilement qu'en 1855, ne reçoit aucun subsides et repose donc entièrement sur la fortune de la fondatrice. La nouvelle colonie est choisie également par son frère Augustin de Vialar qui y devient l'un des principaux investisseurs, consacrant comme sa sœur la fortune héritée de son grand-père. Ensuite elle crée un pensionnat payant de jeunes filles  pour financer une école gratuite qui obtient rapidement du succès. En 1840, elle tente d'obtenir l'approbation pontificale pour sa congrégation, mais une fondation qu'elle effectue à Constantine déclenche l'hostilité de Mgr Dupuch, premier évêque d'Alger, qui voulait mettre la congrégation sous son autorité. De plus les opinions libérales pour l'époque de Madame de Vialar n'ont pas l'heur de plaire à cet évêque gallican. Elle n'obtient donc pas l'approbation diocésaine et elle est chassée d'Algérie en 1842 d'une façon fort discourtoise.
Cette reconnaissance n'aura lieu que le 31 mars 1862, plusieurs années après la mort d'Émilie de Vialar.
Les années suivantes, Émilie de Vialar fonde quatorze nouvelles maisons en Tunisie (encore sous l'emprise de l'Empire ottoman), à Chypre et à Malte, à Chio, à Beyrouth et à Jaffa ; voyageant beaucoup, envoyant au Levant de nombreuses  religieuses missionnaires, la plus significative étant la fondation de leur maison de Jérusalem en 1848. Elles s'installent également dans les colonies anglaises, grâce à un recrutement de nouvelles sœurs irlandaises et sont en Birmanie en 1847, en Australie en 1855. Toutefois, en 1851, l'argent vient à manquer, et elle doit rentrer à Marseille où, avec l'aide de Mgr de Mazenod, elle reconstruit sa congrégation. 
Durant les années précédant sa mort, quarante nouvelles maisons sont fondées en Europe, en Afrique et en Asie.
Ses sœurs sont aujourd'hui présentes sur les cinq continents. Une clinique porte son nom à Lyon (3e), une école à Tunis, une paroisse à Marseille.
Émilie de Vialar meurt à Marseille le 24 août 1856.

## Béatification, canonisation, fête
- Le 19 mars 1935, le pape Pie XI la déclare vénérable
- Elle est béatifiée le 18 juin 1939 par le pape Pie XII
- Et est canonisée le 24 juin 1951 par le pape Pie XII
- Sa fête a été fixée au 24 août, mais elle est célébrée le 17 juin dans sa congrégation.

## Écrits
- Relation des Grâces, écrite à la demande de son confesseur en 1842
- Esprit et Règles de la Congrégation - 1841
- Nombreuses lettres

## Citations
- Sa devise : « Révéler l’immense amour de Dieu pour l’humanité et collaborer à la Mission pour laquelle Jésus est venu sur terre. »
- À ses sœurs : « Allez et avec ce que vous avez et recevrez, faites tout le bien que vous pouvez.»

## Sources
- Osservatore Romano
- Documentation Catholique: 1951 col.833-840
- Émilie de Vialar, fondatrice des Sœurs de Saint Joseph de l’Apparition, Librairie Arthème Fayard, Collection Chevaliers de Dieu, Paris, 1953